# 毛德哈
毛德哈（Maudaha），是印度北方邦赫米尔布尔县的一个城镇。总人口34417（2001年）。

## 人口
该地2001年总人口34417人，其中男性18325人，女性16092人；0—6岁人口5544人，其中男2961人，女2583人；识字率60.52%，其中男性为69.03%，女性为50.83%。